# Nora Nova
Pour les articles homonymes, voir Nova (homonymie).
Nora Nova, nom de scène d'Ahinora Kumanova (née le 8 mai 1928 à Sofia (Bulgarie) et morte le 9 février 2022), est une chanteuse bulgaro-allemande.

## Biographie
Nora Nova étudie quatre ans à l'académie de théâtre de Sofia et prend aussi des cours de chant. En 1960, elle s'installe à Berlin-Ouest. La même année, elle est découverte par le producteur Nils Nobach (de). et signe un contrat chez Electrola. Son premier single Die große Chance / Ich bleib bei dir n'est pas un succès. Elle suit ensuite Nobach chez Ariola, où son troisième single Männer gibt’s wie Sand am Meer / Nora (Telefon aus St. Tropez), sorti en janvier 1963, atteint la vingtième place des ventes.
Le 11 janvier 1964, elle remporte le concours de sélection pour représenter l'Allemagne au Concours Eurovision de la chanson, organisée par la Hessischen Rundfunk et y participe le 21 mars 1964 à Copenhague. Elle présente Man gewöhnt sich so schnell an das Schöne, composée par Rudi von der Dovenmühle et écrite par Nils Nobach. Elle finit dernière de la compétition, à la treizième place, sans obtenir de points de la part du jury. Elle est la première artiste allemande à avoir ce score.
Après l'Eurovision, sa carrière s'arrête. En 1964, elle épouse le propriétaire de boîte de nuit Toni Otto. Elle ouvre plusieurs restaurants puis dans les années 1980, une boutique de mode à Munich puis un magasin d'antiquités jusqu'en 1997. Elle vit depuis dans sa ville natale de Sofia.
Son plus grand succès Männer gibt’s wie Sand am Meer est repris dans les années 1980 par le groupe Ideal issu de la Neue Deutsche Welle.

## Discographie
Singles chez Electrola
- Die große Chance / Ich bleib bei dir (#21735), 1960
- Ti-Pi-Tin / Du bist so lieb, wenn du lächelst (#21803), 1960
- Wolken, Wellen und Wind / Siesta (#21916), 1961

Singles chez Ariola
- Che vera / Am weißen Strand von Santorin (#45222), 1961
- Tombola-Lola / Eine falsche Perlenschnur (#45330), 1961
- Männer gibt’s wie Sand am Meer / Nora (Telefon aus St. Tropez) (#45444), Dezember 1962
- Ich bin kein Engel – Ich bin ein Biest / Jose-Jose (#10174), 1963
- Immer, immer auf die alte Tour / Dreh Dich nicht um nach anderen Frau’n (#10346), 1963
- Man gewöhnt sich so schnell an das Schöne / Schöne Männer haben’s schwer (#10588), 1964
- Mit Gefühlen darf man nicht spielen / Papagallo (#18246), 1965

## Source de la traduction
- (de) Cet article est partiellement ou en totalité issu de l’article de Wikipédia en allemand intitulé « Nora Nova » (voir la liste des auteurs).